# Demos - 1994
A Demos – 1994 a német Rammstein együttes által 1994-ben felvett, illetve kiadott demó kazettákat foglalja magába. Ezek a demó kazetták lemezkiadóknak, illetve koncertek reklámozására készültek.
Az 1994-ben készült számok nagy része később a Herzeleid stúdióalbumon kerültek kiadásra.

Az alábbiakban a jelenleg ismert demó kazetták információi találhatóak meg.

## 5-Track Demo[1]
|    | Cím | Szerző(k) | Hossz |
| -- | --- | --------- | ----- |
| 1. | Das alte Leid                                                                                          | Rammstein | 05:38 |
| 2. | Weißes Fleisch                                                                                         | Rammstein | 03:25 |
| 3. | Der Seemann (Seemann demó)                                                                             | Rammstein | 05:57 |
| 4. | Rammstein                                                                                              | Rammstein | 05:28 |
| 5. | Jeder lacht (Később a Mutter albumon újra felhasználták a dalszövegét az Adios című szám írása során.) | Rammstein | 04:41 |

## 6-Track Demo 1[2]
|    | Cím                        | Szerző(k) | Hossz |
| -- | -------------------------- | --------- | ----- |
| 1. | Das alte Leid              | Rammstein | 05:38 |
| 2. | Weißes Fleisch             | Rammstein | 03:25 |
| 3. | Der Seemann (Seemann demó) | Rammstein | 05:57 |
| 4. | Rammstein                  | Rammstein | 05:28 |
| 5. | Jeder lacht                | Rammstein | 04:41 |
| 6. | Unknown Instrumental       |           | 05:48 |

## 3-Track Demo 1[3]
|    | Cím                              | Szerző(k) | Hossz |
| -- | -------------------------------- | --------- | ----- |
| 1. | Hallo Hallo (Das alte Leid demó) | Rammstein |       |
| 2. | Feuerräder                       | Rammstein |       |
| 3. | Schwarzes Glas                   | Rammstein |       |

## 6-Track Demo 2[4]
|    | Cím                                                    | Szerző(k) | Hossz |
| -- | ------------------------------------------------------ | --------- | ----- |
| 1. | Feuerräder                                             | Rammstein | 04:47 |
| 2. | Hallo Hallo                                            | Rammstein | 04:42 |
| 3. | Weißes Fleisch                                         | Rammstein | 03:25 |
| 4. | Rammstein                                              | Rammstein | 03:50 |
| 5. | Schwarzes Glas                                         | Rammstein | 04:53 |
| 6. | Matrose (Seemann demó – nincs rajt mindegyik kazettán) | Rammstein | 05:48 |

## 3-Track Demo 2[5]
|    | Cím            | Szerző(k) | Hossz |
| -- | -------------- | --------- | ----- |
| 1. | Hallo Hallo    | Rammstein | 05:22 |
| 2. | Rammstein      | Rammstein | 05:16 |
| 3. | Weißes Fleisch | Rammstein | 03:25 |

## 3-Track Demo 3[6]
|    | Cím                                  | Szerző(k) | Hossz |
| -- | ------------------------------------ | --------- | ----- |
| 1. | Der Riecher (Du riechst so gut demó) | Rammstein | 05:24 |
| 2. | Rammstein                            | Rammstein | 05:18 |
| 3. | Seemann                              | Rammstein | 05:57 |

A Herzeleid album reklámozására került kiadásra.

## 6-Track Demo 3[7]
|    | Cím            | Szerző(k) | Hossz |
| -- | -------------- | --------- | ----- |
| 1. | Der Riecher    | Rammstein | 05:24 |
| 2. | Hallo Hallo    | Rammstein | 04:52 |
| 3. | Weißes Fleisch | Rammstein | 03:25 |
| 4. | Rammstein      | Rammstein | 03:23 |
| 5. | Schwarzes Glas | Rammstein | 04:07 |
| 6. | Der Seemann    | Rammstein | 05:57 |

## Fordítás
- Ez a szócikk részben vagy egészben  a   Rammstein (album) című angol Wikipédia-szócikk ezen változatának fordításán alapul.  Az eredeti cikk szerkesztőit annak laptörténete sorolja fel. Ez a jelzés csupán a megfogalmazás eredetét és a szerzői jogokat jelzi, nem szolgál a cikkben szereplő információk forrásmegjelöléseként.